# Couterne
Couterne est une ancienne commune française, située dans le département de l'Orne en région Normandie, devenue le 1er janvier 2016 une commune déléguée au sein de la commune nouvelle de Rives d'Andaine.
Elle est peuplée de 989 habitants.

## Géographie
La commune est située en pays d'Andaine dans le pays de Passais, dans le sud de l'Orne et de la Basse-Normandie, dont la limite avec le département de la Mayenne (commune de Saint-Julien-du-Terroux) est matérialisée par la rivière Mayenne au sud du territoire. Son bourg est à 11 km au sud-ouest de La Ferté-Macé, à 11 km au nord-est de Lassay-les-Châteaux, à 20 km sud-est de Domfront et à 42 km à l'ouest d'Alençon.
Le point culminant (217 m) se situe au nord, sur la crête hébergeant l'aérodrome de Bagnoles-de-l'Orne - Couterne. Le point le plus bas (119 m) correspond à la sortie de la Mayenne du territoire, au sud-ouest.
| Bagnoles-de-l'Orne                         | La Ferté-Macé                | La Ferté-Macé |
| Tessé-Froulay, Haleine                     | Couterne                     | Antoigny      |
| Thubœuf (53), Saint-Julien-du-Terroux (53) | Saint-Julien-du-Terroux (53) | Méhoudin      |

## Toponymie
Le nom de la localité est attesté sous les formes Coterna en 1184 et Corterne en 1269.
Le toponyme parait composé du latin cortem, « domaine rural », et peut-être de l'anthroponyme germanique Arno. « Étant donné l'évolution générale des noms [en Court-] il est tout à fait invraisemblable que l'r terminal de Court— ait disparu d'aussi bonne heure ; la finale du mot ne peut manifestement pas être un nom de personne ».
Le gentilé est Couternois.

### Microtoponymie
Lignou : Peut-être de l'oïl lignœul,« ligne de faîte ». Lignou est sur une ligne de crête.

## Histoire
Entre l'an 700 et 890, ce lieu serait déjà mentionné.
Au XVIIIe siècle, Charles-Gabriel Daniel de Frotté (1732-1791), fils de Marie-Élisabeth de Béron, est seigneur et patron de Couterne, Gourfaleur et autres lieux.
En 1913, en même temps que La Ferté-Macé et Tessé-la-Madeleine, Couterne cède une partie au nord de son territoire pour la création de la commune thermale de Bagnoles-de-l'Orne (les communes de Tessé-la-Madeleine et de Bagnoles-de-l'Orne fusionneront par la suite le 1er janvier 2000).
L'affaire criminelle Henry Julien, à Couterne, défrayant la chronique judiciaire, est jugée à Alençon le 16 février 1950.

L'origine de Lignou, dominant Couterne est liée à l'autre Lignou, au nord de la Ferté Macé si l'on en croit la légende. La proximité des deux est remarquables.

## Politique et administration
Cette commune est soumise à un plan de prévention des risques car proche d'un site Seveso.

### Administration municipale
| Période                                  | Période       | Identité          | Étiquette | Qualité                           |
| ---------------------------------------- | ------------- | ----------------- | --------- | --------------------------------- |
| mars 1970                                | mars 1996     | Raymond Ponot     |           | Vétérinaire                       |
| mars 1996                                | mars 2001     | Édouard de Frotté |           | Journaliste Châtelain de Couterne |
| mars 2001                                | mars 2008     | Victor Guilleux   | SE        |                                   |
| mars 2008                                | décembre 2015 | Daniel Durand     | SE        | Agriculteur                       |
| Les données manquantes sont à compléter. |               |                   |           |                                   |

Le conseil municipal était composé de quinze membres dont le maire et quatre adjoints.

## Démographie
En 2021, la commune comptait 989 habitants. Depuis 2004, les enquêtes de recensement dans les communes de moins de 10 000 habitants ont lieu tous les cinq ans (en 2004, 2009, 2014, etc. pour Couterne) et les chiffres de population municipale légale des autres années sont des estimations.
Couterne a compté jusqu'à 1 719 habitants en 1836.
| 1793  | 1800  | 1806  | 1821  | 1831  | 1836  | 1841  | 1846  | 1851  |
| ----- | ----- | ----- | ----- | ----- | ----- | ----- | ----- | ----- |
| 1 347 | 1 575 | 1 553 | 1 589 | 1 642 | 1 719 | 1 701 | 1 690 | 1 672 |

| 1856  | 1861  | 1866  | 1872  | 1876  | 1881  | 1886  | 1891  | 1896  |
| ----- | ----- | ----- | ----- | ----- | ----- | ----- | ----- | ----- |
| 1 590 | 1 576 | 1 569 | 1 410 | 1 344 | 1 333 | 1 337 | 1 361 | 1 300 |

| 1901  | 1906  | 1911  | 1921  | 1926  | 1931  | 1936  | 1946  | 1954  |
| ----- | ----- | ----- | ----- | ----- | ----- | ----- | ----- | ----- |
| 1 273 | 1 318 | 1 333 | 1 023 | 1 055 | 1 154 | 1 119 | 1 188 | 1 054 |

| 1962  | 1968  | 1975  | 1982  | 1990  | 1999  | 2004  | 2009 | 2014  |
| ----- | ----- | ----- | ----- | ----- | ----- | ----- | ---- | ----- |
| 1 050 | 1 049 | 1 047 | 1 027 | 1 038 | 1 011 | 1 042 | 998  | 1 075 |

| 2018  | - | - | - | - | - | - | - | - |
| ----- | - | - | - | - | - | - | - | - |
| 1 089 | - | - | - | - | - | - | - | - |

## Économie
- Produits chimiques et auxiliaires de synthèse (PCAS) : usine de fabrication de produits chimiques de synthèse.
- Entreprise Maherault : bois tourné.

## Lieux et monuments
- Château de Couterne (XVIe siècle), inscrit au titre des monuments historiques[18].
- Musée sur les chouans dans le château de Couterne.
- Église Saint-Pierre-et-Saint-Paul (XIXe siècle). Elle abrite des fonts baptismaux du XVIe siècle en forme de sarcophage, ainsi que onze tableaux et différentes menuiseries du XVIIIe, ces œuvres étant classées au titre objet.
- Chapelle Notre-Dame de Lignou (XIXe siècle) abritant une Vierge à l'Enfant du XVIe.
- Stèle commémorative d'un pilote canadien abattu durant l'été 1944.
- Minoterie du début du XXe siècle inscrite au titre des monuments historiques[19].

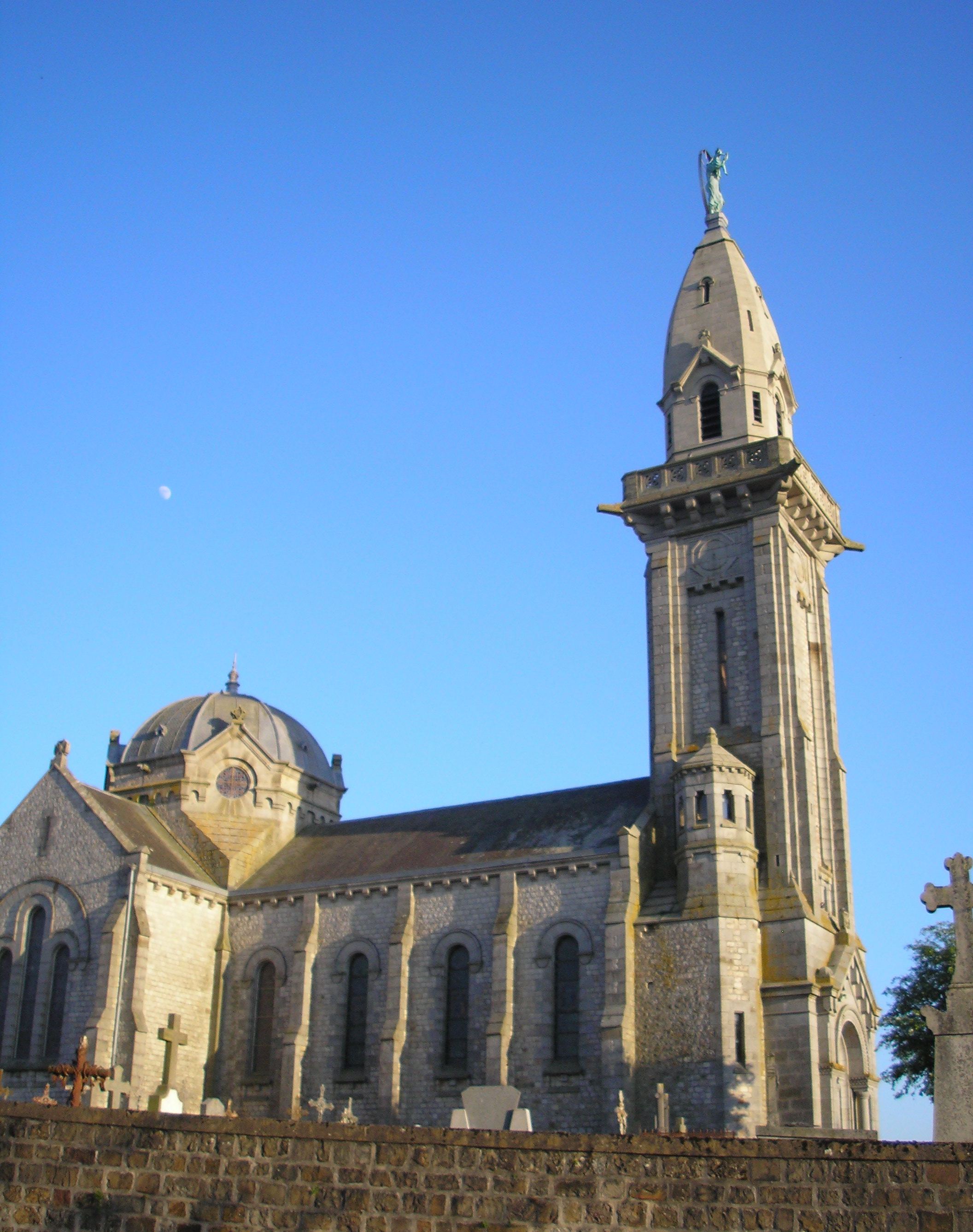
La chapelle Notre-Dame de Lignou.
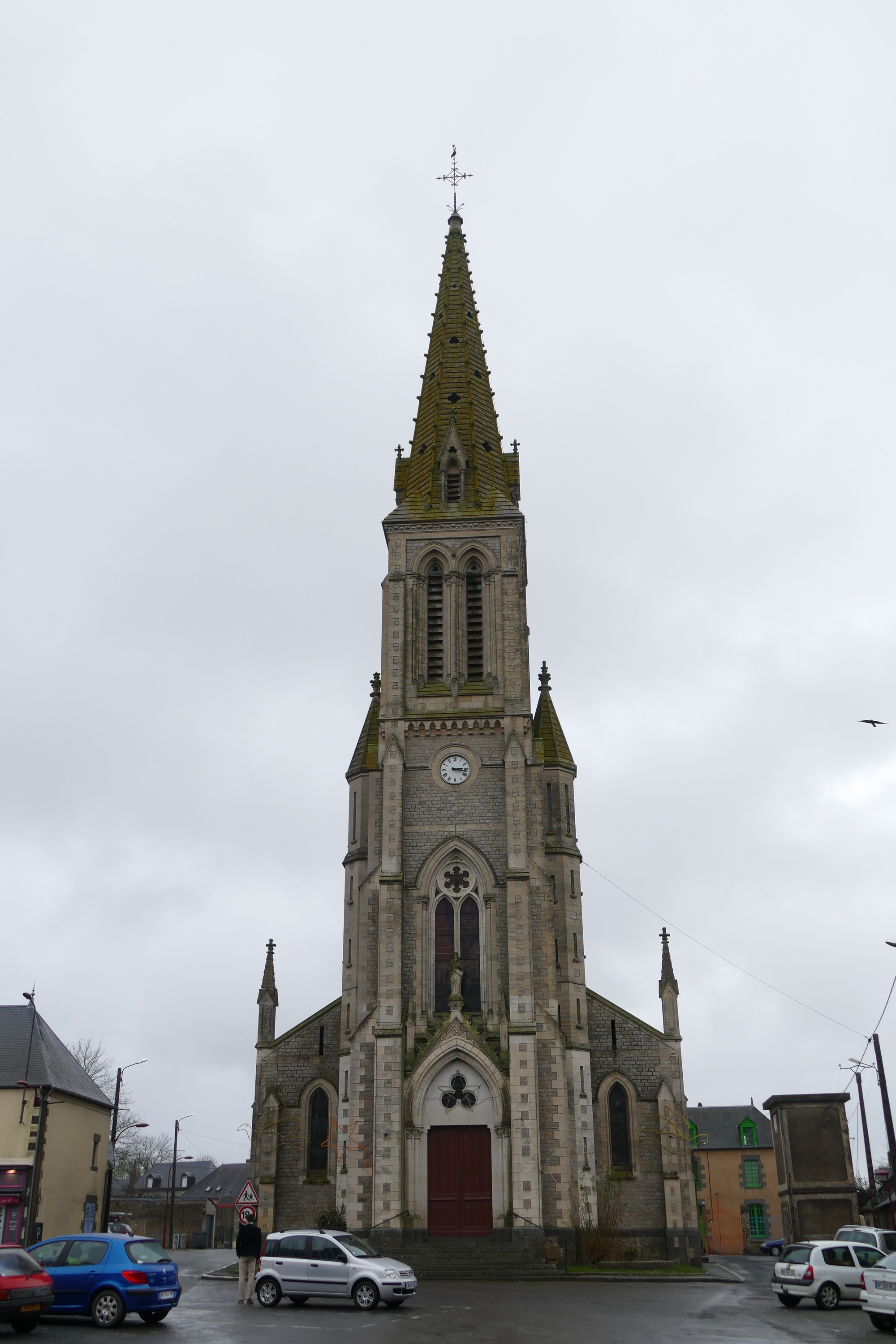
L'église Saint-Pierre-et-Saint-Paul.
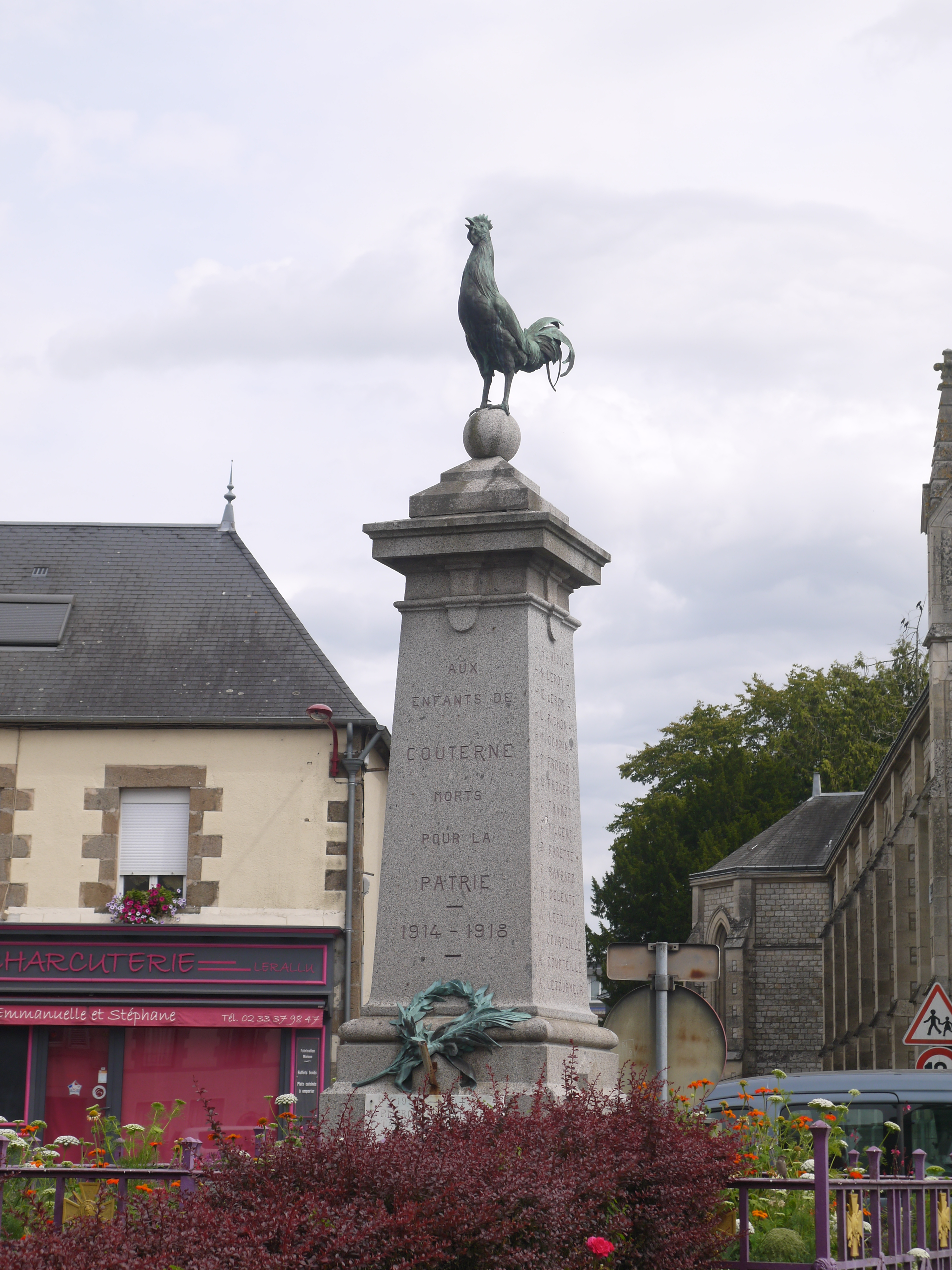
Le monument aux morts.
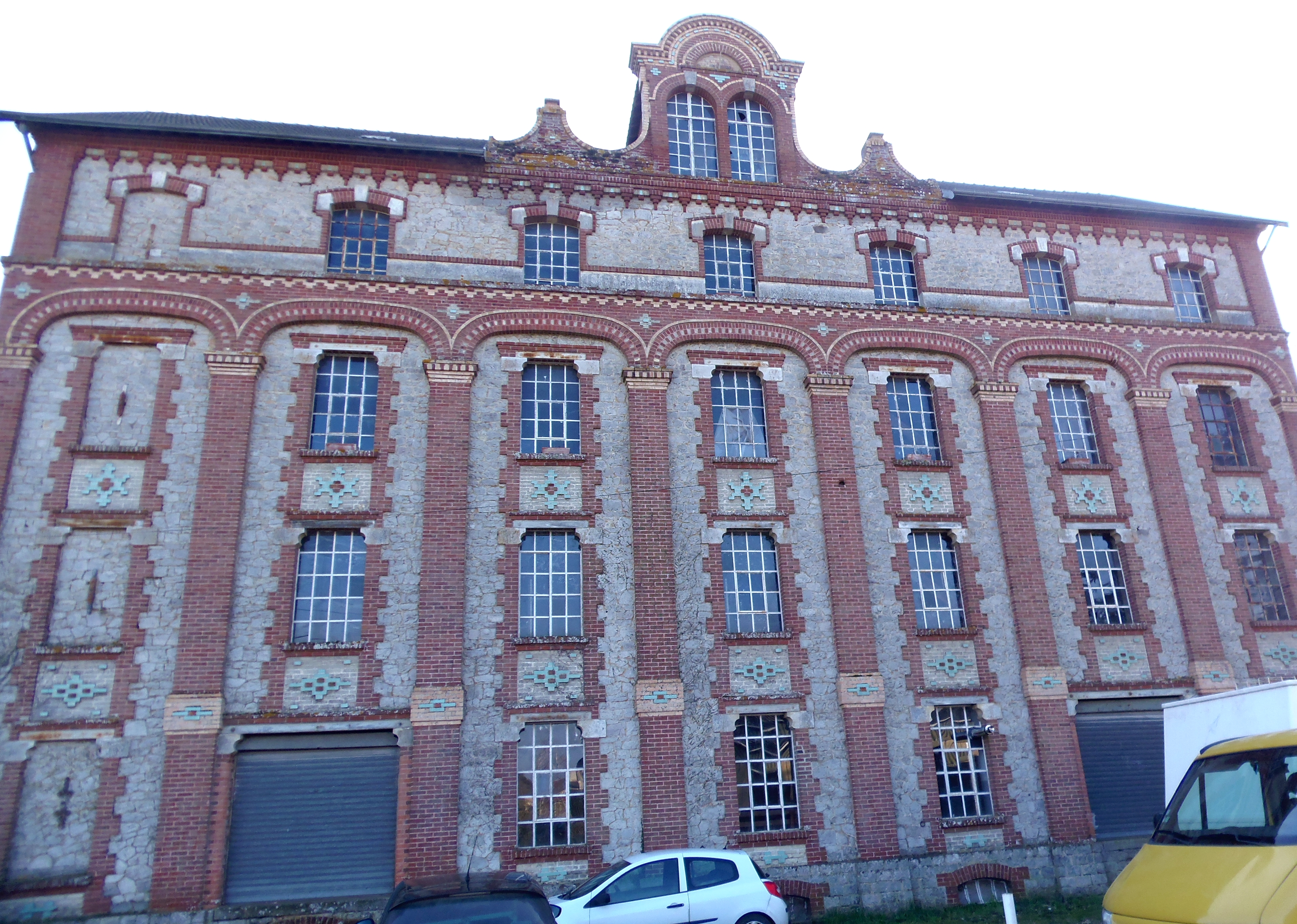
Traversée de la ville par la RD 916.
- La minoterie.

## Activité et manifestations

### Sports
L'Union sportive Couterne-Haleine-Tessé-Froulay fait évoluer deux équipes de football en divisions de district.
L'Association Aéroclub d'Andaines - Aérodrome les Bruyères de Bagnoles et du Pays Fertois - Couterne forme aux brevets aéronautiques (BIA, BB et PPL) en partenariat avec les écoles et les collèges de la région, avec agréments de la FFA et Jeunesse et Sports.

### Manifestations
Tous les ans, le dernier week-end de juin, a lieu la fête Saint-Pierre, accompagnée de son feu de la Saint-Jean le samedi soir, une fête foraine tout le week-end, ainsi que le vide-greniers le dimanche.

### Pèlerinage
Tous les ans avait lieu un pèlerinage à Notre Dame de Lignou. La légende veut qu'un chevalier, seigneur de Lignou de Briouze, soit parti pour la croisade. Son intendant aurait pris sa femme et ses bien et l'aurait assassiné à son retour. Mourant il aurait invoqué Notre Dame. Une statue de la vierge trouvée à ce moment dans un églantier aurait été ramenée à Lignou de Briouze. Elle serait revenue systématiquement à Lignou jusqu'à ce que l'on l'y laisse. Un églantier "éternel" est toujours visible dans l'enceinte. Un pèlerinage annuel attire toujours les chrétiens de Briouze, ainsi que les fêtes traditionnelles de la Vierge, à Pâques , à l'ascension et au premier dimanche de novembre.

## Personnalités liées à la commune
- Charles Henri Gabriel de Frotté (1785 à Couterne - 1858), député de l'Orne (1815-1816) puis préfet de la Creuse en 1830.
- Louis de Frotté (1766-1800), chevalier de Couterne, y a vécu son adolescence.
- Jean Hélion (1904 à Couterne - 1987), peintre figuratif qui introduisit l’art abstrait aux États-Unis.